# 팝페라
팝페라(Popera)는 팝과 오페라를 융합한 음악 양식 또는 오페라를 팝처럼 부르는 양식을 말한다.
팝페라는 팝과 오페라의 합성어로 처음에는 오페라 아리아를 팝스타일로 편곡하는 작업을 일컷었으나  팝으로 양식화 된 클래시컬한 노래, 주제 또는 모티프 또는 오페라 창법이 섞인 팝 음악의 장르를 말하고 있다.
팝페라 장르는 주로 클래식 크로스오버 가수와 연주자에 의해 공연되며 해당분야를 포함하는 음악 장르는 훨씬 더 광범위하다. 팝페라는 관현악에 기초한 반주를 사용하며 클래시컬한 느낌이 가미된 음악이 기초가 된다. 팝페라는 1997년 '워싱턴포스트지'에서 처음 사용되었으며 현재는 음악장르로 정착되었다.
클래식의 엄격함을 벗어던지고 더 대중적인 자유로운 음악을 표방했으며 3테너스(Three Tenors)의 공연과 같은 팝페라 공연은 일반적인 오페라 음악보다 더 많은 청중에게 다가갔고 더 큰 수익을 가져왔다.

## 같이 보기
- 록 오페라
- 크로스오버 (음악)